# Sächsische IIIb V
Als Gattung IIIb {\displaystyle \textstyle {\mathfrak {V}}} bezeichneten die Königlich Sächsischen Staatseisenbahnen zweifach gekuppelte Schlepptenderlokomotiven für den Personenzugdienst.

## Geschichte
Nach dem Erfolg mit den Verbundlokomotiven der Gattung VIb V wurden auch für den Personenzugdienst entsprechende Lokomotiven beschafft. Basierend auf der Konstruktion der Gattung IIIb entwickelte die Sächsische Maschinenfabrik eine Verbundlokomotive. In den Jahren 1889 und 1892 wurden insgesamt 18 Exemplare der IIIb V für den Personenzugdienst gebaut. Da sich die Maschinen offenbar nicht wirklich bewährten, wurde von einer weiteren Beschaffung abgesehen.
Die ersten 3 Maschinen hatten die Hartmann Fab. Nr.: 1574, 1575, 1576; Bahn Nummer 796, 797, 798 (1889), die weiteren Hartmann Fab. Nr. 1829 fortlaufend bis 1843, Bahn Nummern 504 bis 518 (1892)
Die Deutsche Reichsbahn übernahm nach 1920 noch einen Teil der Lokomotiven. Nurmehr zwei Maschinen erhielten 1924 noch die neuen Betriebsnummern 34 7901 und 34 7902.

## Konstruktive Merkmale
Die Lokomotiven besaßen einen aus drei Schüssen gefertigten Langkessel mit halbrunder Decke, welcher im Feuerbüchsbereich zwischen die Rahmenwangen eingezogen war. Zur Kesselspeisung dienten zwei nichtsaugende Injektoren.
Die Dampfmaschine war als Zweizylinder-Verbundtriebwerk mit innenliegender Allansteuerung konstruiert. Der Hochdruckzylinder war rechts, der größere Niederdruckzylinder links angeordnet. Angetrieben wurde die zweite Kuppelachse.
Die Treibachsen waren fest im Rahmen gelagert, die führende Laufachse war als Novotny-Klien-Lenkachse ausgeführt.
Fabrikneu erhielten die Lokomotiven Druckluftbremsen der Bauart Schleifer, die aber nur für den Zug wirksam waren. Später erhielten alle Lokomotiven Westinghouse-Druckluftbremsen.
Die Lokomotiven waren mit Schlepptendern der sächsischen Bauart sä 3 T 9 gekuppelt.